# Fibres alimentaires
Pour l’article homonyme, voir Fibre (homonymie).

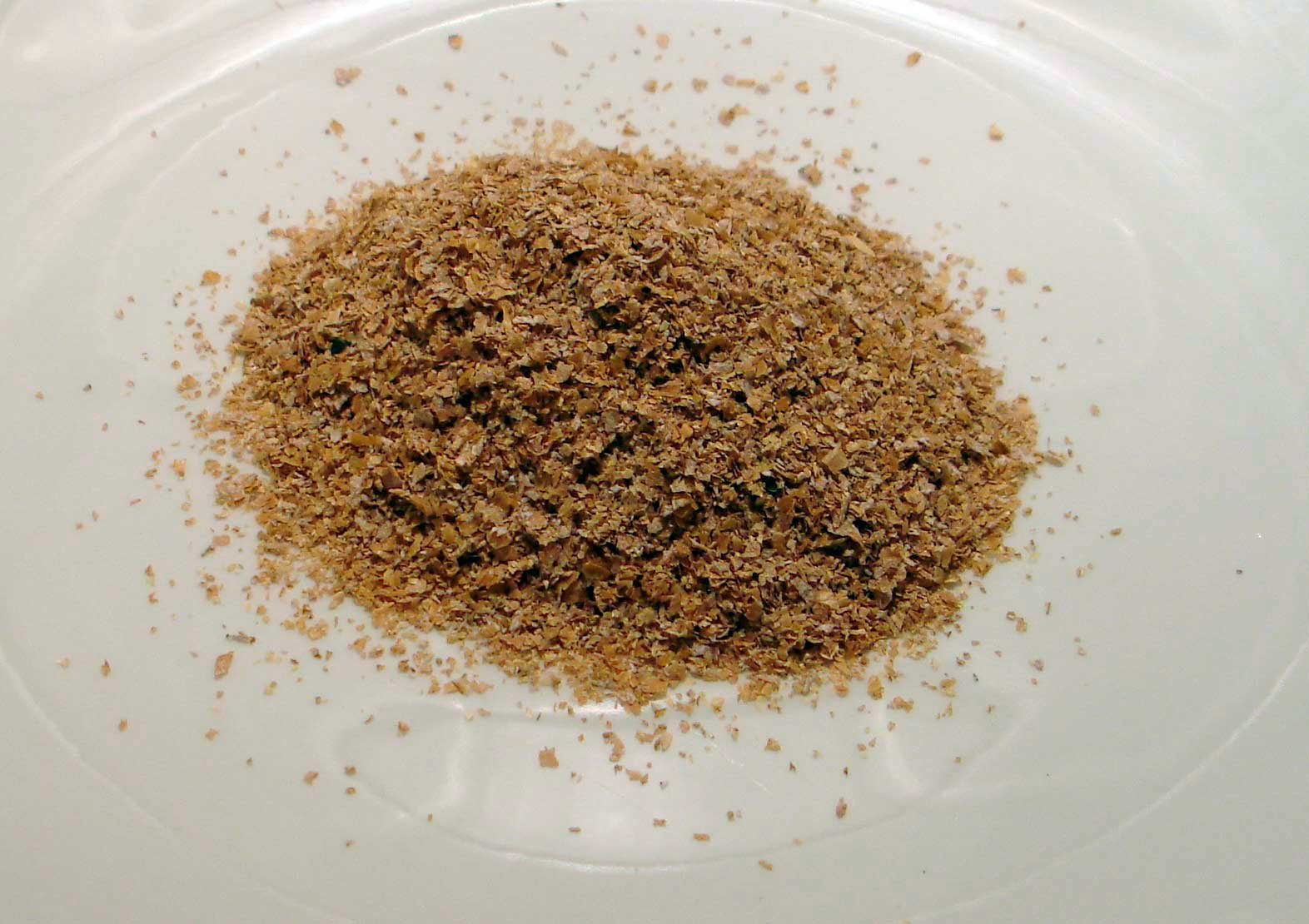
Le son de blé est l'un des aliments les plus riches en fibres alimentaires (50 %).

Les fibres alimentaires sont les parties d'un aliment d'origine végétale constituées de mélanges complexes de glucides provenant de la paroi cellulaire (polyosides pariétaux tels que les celluloses, les hémicelluloses, les pectines, les lignines) ou du cytoplasme des cellules végétales (polyosides cytoplasmiques, glucides de réserve tels que des gommes et des mucilages), et qui ne peuvent pas être complètement décomposées par les enzymes digestives humaines. Par extension, ce terme désigne les fibres végétales dont la dégradation chez les animaux herbivores ou omnivores implique le microbiote intestinal, écosystème digestif microbien vivant en symbiose avec son hôte et qui est le seul à posséder un vaste répertoire d'enzymes agissant en synergie pour hydrolyser ces fibres.
Les fibres sont indispensables au bon fonctionnement du transit intestinal et à la santé globale des humains, car métabolisées par le microbiote intestinal en produits qui influencent l'ensemble de leurs métabolismes et de toutes leurs grandes fonctions, telles que, par exemple, l'immunité, les divers métabolismes hépatiques, le fonctionnement cérébral, la trophicité de la muqueuse intestinale, la satiété, etc.
Les fibres alimentaires sont constituées de polysaccharides non amylacés (l'amidon, la fécule et la dextrine ne sont pas des fibres alimentaires, car ils sont digérés par nos amylases salivaires, gastriques, intestinales et surtout pancréatiques) et d'autres composants végétaux tels que la cellulose, l'amidon résistant, les dextrines résistantes, l'inuline, les lignines, les chitines, les pectines, les bêta-glucanes et les oligosaccharides,.
On peut les classer en polysaccharides pariétaux, constituants la paroi des cellules végétales (cellulose, hémicellulose, pectine, lignine) et en polysaccharides cytoplasmiques, se trouvant dans le cytoplasme des cellules (gomme, par exemple gomme arabique, provenant d'un arbre, gomme de guar et gomme de caroube provenant d'une graine, agar-agar, alginate et carraghénanes provenant d'algues, inuline…).

## Définitions
Les fibres alimentaires sont définies comme des composants végétaux qui ne sont pas décomposés par les enzymes digestives humaines. À la fin du XXe siècle, seuls la lignine et certains polysaccharides satisfont à cette définition, mais au début du XXIe siècle, l'amidon et les oligosaccharides résistants sont inclus dans les fibres alimentaires,.
La définition officielle de la fibre alimentaire varie selon les institutions :
| Organisation                                                                                                | Définition |
| --- | --- |
| Institut de médecine des États-Unis (2001)                                                                  | Les fibres alimentaires sont composées de glucides non digestibles et de lignine, qui sont intrinsèques et intactes dans les plantes. « Fibre ajoutée » consiste en glucides non digestibles isolés qui ont des effets physiologiques bénéfiques chez l’homme. |
| Association américaine des chimistes de céréales (2001)                                                     | Les fibres alimentaires sont les parties comestibles des plantes ou des glucides analogues qui résistent à la digestion et à l'absorption dans l'intestin grêle humain, avec une fermentation complète ou partielle dans le gros intestin. Les fibres alimentaires comprennent les polysaccharides, les oligosaccharides, la lignine et les substances végétales associées. Les fibres alimentaires favorisent des effets physiologiques bénéfiques, notamment laxatif, diminution du cholestérol sanguin et de la glycémie.                                                              |
| Commission du Codex Alimentarius (2014 ; adopté par la Commission européenne et dix pays à l'international) | Par fibres alimentaires, on entend les polymères glucidiques de plus de dix unités monomères, qui ne sont pas hydrolysés par les enzymes digestives de l'intestin grêle de l'homme. |
| Fondation britannique pour la nutrition (2018)                                                              | Les fibres alimentaires désignent un groupe de substances contenues dans les aliments végétaux qui ne peuvent pas être complètement décomposées par les enzymes digestives humaines. Cela comprend les cires, la lignine et les polysaccharides tels que la cellulose et la pectine. À l'origine, on pensait que les fibres alimentaires étaient complètement indigestes et ne fournissaient aucune énergie. On sait maintenant que certaines fibres peuvent être fermentées dans le gros intestin par des bactéries intestinales, produisant des acides gras et des gaz à chaîne courte. |

## Nature des fibres alimentaires
Elles peuvent être également divisées en deux groupes :
- les fibres solubles — qui se dissolvent dans l'eau, en formant un gel visqueux, comme les pectines, les mucilages...  — sont facilement fermentées dans le côlon par les bactéries intestinales[1], en y produisant de nombreux gaz et sous-produits physiologiquement actifs, tels que les acides gras à chaîne courte (AGCC) aussi nommés acides gras volatils tels le butyrate, l'acétate, le propionate, etc. Elles sont appelées fibres prébiotiques et retardent la vidange gastrique, ce qui, chez l’homme, peut entraîner une sensation de plénitude prolongée[1]. Certaines fibres solubles peuvent notamment contribuer à réduire le taux de cholestérol et la glycémie ;

- les fibres insolubles — qui ne se dissolvent pas dans l'eau — sont inertes vis-à-vis de nos enzymes digestives dans le tractus gastro-intestinal supérieur[1]. Certaines formes de fibres insolubles, telles que les amidons résistants, peuvent être fermentées dans le côlon[1],[8],[9]. D'autres, comme la cellulose, les hémicelluloses, la lignine, sont des fibres volumineuses qui résistent aux enzymes bactériennes. Elles absorbent l'eau à mesure qu'elles se déplacent dans le système digestif, facilitant ainsi le transit intestinal et la défécation.

## Rôle nutritionnel
Résistant à la digestion dans l'intestin, les fibres alimentaires n'ont pas de valeur nutritionnelle apparente. En fait, le rôle des fibres est important dans le transit intestinal car elles augmentent le volume du bol alimentaire et changent la consistance des selles (les rendant ainsi plus molles), grâce à leur pouvoir de rétention de l'eau, stimulent les contractions de l'intestin et favorisent l'activité bactérienne dans le côlon. Une carence en fibres peut conduire à des troubles gastriques et intestinaux : constipation ou diarrhée.
Elles ont un effet positif d'accélération de la satiété, retardent la sensation de faim, et limitent ainsi le risque de suralimentation, ce qui aide à prévenir l'obésité.
Concernant leurs rôles pour les canidés, elles sont bénéfiques à l'assimilation des autres nutriments[réf. nécessaire]. Les fibres insolubles contenues notamment dans le son de céréales, les légumes et légumineuses, permettent de lutter contre la constipation, via un effet osmotique et un effet de masse volumique. Les fibres solubles fermentescibles, essentiellement contenues dans les fruits, améliorent le taux d'assimilation d'autres nutriments de la ration, tels le calcium et autres sels minéraux, et maintiennent un environnement digestif acide, via la production d'acides gras volatils, défavorable aux bactéries pathogènes. Un apport énergétique de 5 à 10 % d'ingrédients fibreux dans l'alimentation est fortement recommandé pour éviter de nombreuses pathologies.

### Idées fausses
Les fibres ne se lient pas aux sels minéraux et vitamines et donc ne diminuent pas leur absorption,,. Au contraire, les fibres solubles semblent améliorer l'absorption des sels minéraux, et en particulier celle du calcium,,. Certains aliments végétaux peuvent réduire l'absorption des minéraux et vitamines comme le calcium, le zinc, la vitamine C et le magnésium, mais c'est dû à la présence d'acide phytique (dont on pense qu'il a également d'importants effets bénéfiques sur la santé[réf. nécessaire]) et non pas aux fibres.
Certaines fibres solubles présentant des groupes acide comme l'alginate de sodium ou les pectines piègent le calcium et d'autres métaux.[réf. nécessaire]

### Autres effets attribués aux fibres alimentaires
Un régime riche en fibres diminuerait :
- la mortalité globale[14] ainsi que la mortalité cardiovasculaire, par maladie respiratoire ou par infection ;

- le taux de cholestérol sanguin[15] et le risque de maladies cardio-vasculaires[16] ;
- le risque de diabète de type 2[17] ;
- le risque de formation de calculs biliaires[réf. nécessaire].

En effet, les sels biliaires sont des produits de dégradation du cholestérol formés dans le foie et sécrétés par la bile à raison de 30 g par jour. Les fibres, en se liant avec une partie de ces sels biliaires (et avec des molécules de cholestérol sécrétées dans la bile), facilitent leur évacuation dans les selles.
Un régime riche en fibres est réputé protéger du cancer du côlon, mais les études n'ont pas confirmé cette hypothèse. Il est possible, en fait, que le bénéfice escompté dépende de l'origine des fibres : en particulier, la consommation de céréales entières diminue significativement la survenue de ce type de cancer.
Le microbiome intestinal produit des acides gras à chaîne courte (AGCC) dont le propionate et le butyrate induisent une modification de l’expression de gènes impliqués dans la prolifération, la différenciation cellulaire et l’apoptose, y compris dans des tumeurs cancéreuses comme la cancer colorectal,.

## Recommandations
L'évolution des habitudes alimentaires, avec l'augmentation relative de la consommation de produits carnés et de laitages, tend à faire baisser l'apport journalier de fibres. Dans les pays développés, on estime à 12 g l'apport quotidien moyen en fibres, dont 40 % proviennent des céréales. La moitié environ est constituée de fibres solubles.
Un apport d'au moins 30 g par jour est recommandé. Il est facilement atteint en suivant une alimentation variée, comprenant des crudités, des légumes verts cuits et des fruits, complétés par des céréales et des légumineuses.

## Sources de fibres alimentaires
On les trouve exclusivement dans les aliments végétaux, fruits, légumes et céréales (son) notamment. Les fruits secs, pruneaux, abricots secs, en sont particulièrement riches. Les fruits apportent de la cellulose et des pectines. Dans les céréales, les fibres, en particulier la lignine, proviennent de la cuticule des graines et sont donc plus présentes dans le son ou les céréales complètes.
Les autorités médicales, telles que la clinique Mayo, recommandent d'ajouter des produits riches en fibres au régime américain standard, riche en aliments transformés et édulcorés artificiellement, avec une consommation minimale de légumes et de légumineuses,.
Les allégations réglementaires sont :[réf. nécessaire]
- « source de fibres » pour des teneurs supérieures à 1,5 g pour 100 kilocalories ou 3 g pour 100 g d'aliment ;
- « riche en fibres » pour des teneurs supérieures à 3 g pour 100 kilocalories ou 6 g pour 100 g d'aliment.

### Teneur en fibres dans les aliments
| Aliments                  | Teneur moyenne en g/100 g d'aliment |
| ------------------------- | ----------------------------------- |
| Levure alimentaire        | 22,5                                |
| Céréales                  |                                     |
| Son de blé                | 42                                  |
| Muesli                    | 11,4                                |
| Flocons d'avoine complets | 10,2                                |
| Pain complet              | 6,9                                 |
| Pain blanc                | 2,7                                 |
| Riz blanc                 | 0,8                                 |
| Légumineuses              |                                     |
| Haricot blanc             | 16,8                                |
| Pois cassés               | 15,8                                |
| Pois chiche               | 13,3                                |
| Lentille cultivée         | 7,63                                |
| Petit pois                | 5,8                                 |
| Légumes                   |                                     |
| Soja                      | 13                                  |
| Maïs                      | 5,7                                 |
| Artichaut                 | 5,4                                 |
| Chou vert                 | 3,08                                |
| Carotte                   | 2,7                                 |
| Épinard                   | 2,37                                |
| Chou fleur                | 2,2                                 |
| Potiron (cuit)            | 2,0                                 |
| Pomme de terre            | 1,96                                |
| Laitue                    | 1,2                                 |
| Tomate                    | 1,2                                 |
| Fruits                    |                                     |
| Amande                    | 12,5                                |
| Datte                     | 7,3                                 |
| Noix                      | 6,7                                 |
| Pruneau (sec)             | 5,1                                 |
| Groseille                 | 4,6                                 |
| Framboise                 | 4,3                                 |
| Fraise                    | 3,8                                 |
| Banane                    | 2,7                                 |
| Poire                     | 2,47                                |
| Myrtille                  | 2,4                                 |
| Grenade                   | 2,3                                 |
| Pomme                     | 1,3                                 |

### Sources végétales de fibres
Certaines plantes contiennent des quantités importantes de fibres solubles et insolubles. Par exemple, les prunes et les pruneaux ont une peau épaisse recouvrant une pulpe juteuse. La peau est une source de fibres insolubles, alors que les fibres solubles se trouvent dans la pulpe. Les raisins contiennent également une bonne quantité de fibres.
Les fibres solubles se trouvent en quantités variables dans tous les aliments d'origine végétale, notamment :
- légumineuses (pois, soja, lupins et autres haricots) ;
- avoine, seigle, chia et orge ;
- certains fruits (dont figues, avocats, prunes, pruneaux, baies, bananes mûres et la peau de pommes, de coings et de poires) ;
- certains légumes comme les brocoli, les carottes et les artichauts de Jérusalem (ou topinambours) ;
- tubercules de racines et légumes racines tels que patates douces et ognons (les peaux de ceux-ci sont également des sources de fibres insolubles) ;
- cosses de graines de psyllium (une fibre soluble dans le mucilage) et graines de lin ;
- noix, avec les amandes étant le plus riche en fibres alimentaires.

Les fibres insolubles se trouvent dans :
- aliments à céréales entières ;
- son de blé et de maïs ;
- légumineuses telles que haricots et pois ;
- noix et graines ;
- peaux de pommes de terre ;
- lignanes ;
- légumes comme haricots verts, choux-fleurs, courgettes, céleri et nopal ;
- certains fruits, y compris avocats et bananes non mûres ;
- peau de certains fruits, notamment les kiwis, les raisins et les tomates[60].

### Suppléments de fibres
Voici quelques exemples de fibres vendues sous forme de suppléments ou d’additifs alimentaires. Ceux-ci peuvent être commercialisés auprès des consommateurs à des fins nutritionnelles, pour le traitement de divers troubles gastro-intestinaux et pour des avantages possibles pour la santé, tels que la réduction du taux de cholestérol, la réduction du risque de cancer du colon et la perte de poids.
Les suppléments de fibres solubles peuvent être bénéfiques pour soulager les symptômes du syndrome du côlon irritable, tels que la diarrhée ou la constipation et les malaises abdominaux. Les aliments riches fibres solubles prébiotiques, comme ceux contenant de l'inuline ou des oligosaccharides, peuvent contribuer à un soulagement des maladies inflammatoires de l'intestin, telles que la maladie de Crohn, la colite ulcéreuse, et les infections à Clostridium difficile, en raison notamment des acides gras à courte chaîne possédant une action anti-inflammatoire sur l'intestin,. Les suppléments de fibres peuvent être efficaces dans un plan alimentaire global pour gérer le syndrome du côlon irritable via la modification des choix alimentaires.
Une fibre insoluble, l'amidon résistant du maïs à haute teneur en amylose, a été utilisée comme complément et peut contribuer à améliorer la sensibilité à l'insuline et la gestion de la glycémie,,, ainsi qu'à favoriser la régularité et éventuellement à soulager la diarrhée,,. Une découverte préliminaire indique que l'amidon de maïs résistant peut réduire les symptômes de la colite ulcéreuse.

#### Les inulines
Chimiquement définies comme des oligosaccharides présents naturellement dans la plupart des plantes, les inulines ont une valeur nutritionnelle en tant que glucides, ou plus spécifiquement en tant que fructanes, un polymère du sucre naturel de la plante, le fructose. L'inuline est généralement extraite par les fabricants à partir de sources végétales enrichies telles que les racines de chicorée ou les artichauts de Jérusalem (topinambours) destinés à être utilisés dans les aliments préparés. Subtilement sucré, il peut être utilisé pour remplacer le sucre, les graisses et la farine. Il est souvent utilisé pour améliorer les qualités d'écoulement et de mélange des suppléments nutritionnels en poudre et présente un potentiel santé important en tant que fibre fermentescible prébiotique.
L'inuline est avantageuse car elle ne contient que 25 à 30 % de l'énergie alimentaire du sucre ou des autres glucides et 10 à 15 % de l'énergie des graisses. En tant que fibres fermentescibles prébiotique, son métabolisme par la flore intestinale donne des acides gras à courte chaîne (Butyrate, Lactate, Propionate, Acétate, etc.), qui augmentent l'absorption du calcium, du magnésium et du fer résultant de la régulation positive de gènes de transport de minéraux et des protéines de transport membranaire de ces derniers dans la paroi intestinale. En outre, l’inuline favorise l’augmentation des Lactobacillus et Bifidobacterium intestinaux.
Le principal inconvénient de l'inuline est sa tolérance. En tant que fibre fermentescible soluble, elle est rapidement et facilement fermentée dans le tractus intestinal, ce qui peut provoquer des troubles gazeux et digestifs lors de doses supérieures à 15 grammes / jour chez la plupart des gens. Les personnes atteintes de colonisation bactérienne chronique de l'intestin grêle sont soulagés par l'élimination transitoire du fructose, du lactose et de l'inuline de leur régime alimentaire, comme de tous les aliments riches en FODMAP, tant que le problème n'est pas résolu. Bien que des études cliniques aient montré des modifications du microbiote à des niveaux d'ingestion d'inuline plus faibles, cependant, certains effets bénéfiques sur la santé nécessitent plus de 15 grammes par jour.

#### Gommes végétales
Les suppléments de fibres de gomme végétale sont relativement nouveaux sur le marché. Souvent vendues sous forme de poudre, les fibres de gomme végétale se dissolvent facilement et sans arrière-goût. Lors d'essais cliniques préliminaires, ils se sont révélés efficaces pour le traitement du syndrome du côlon irritable. Des exemples de fibres de gomme végétale sont la gomme guar et la gomme arabique .

## Types de fibres alimentaires
| Nutritif                                  | Additif alimentaire | Source / Commentaires |
| Fibres alimentaires insolubles dans l'eau |                     | |
| β-glucanes                                |                     | dont quelques-uns sont solubles dans l'eau. |
| Cellulose                                 | E 460               | céréales, fruits, légumes (dans toutes les plantes en général).                                                                                  |
| Chitine                                   | -                   | dans les champignons, exosquelette d' insectes et de crustacés.                                                                                  |
| Hémicellulose                             |                     | céréales, son, bois, légumineuses. |
| Hexoses                                   | -                   | blé, orge |
| Pentose                                   | -                   | seigle, avoine |
| Lignine                                   | -                   | noyaux de fruits, légumes (filaments du haricot de jardin), céréales.                                                                            |
| Gomme de xanthane                         | E 415               | production avec des bactéries Xanthomonas à partir de substrats de sucre.                                                                        |
| Amidon résistant                          |                     | peut être de l’amidon protégé par graine ou coque (type RS1), amidon granulaire (type RS2) ou amidon rétrogradé (type RS3).                      |
| Amidon résistant                          | -                   | maïs à haute teneur en amylose, orge, blé à haute teneur en amylose, légumineuses, bananes crues, pâtes et pommes de terre cuites et refroidies. |
| Fibres alimentaires solubles dans l'eau   |                     | |
| Arabinoxylane (une hémicellulose)         | -                   | psyllium |
| Fructanes                                 |                     | remplacent ou complètent dans certaines plantes l'amidon en tant que glucide de stockage.                                                        |
| Inuline                                   | -                   | dans diverses plantes topinambour, chicorée, etc.                                                                                                |
| Polyuronide                               |                     | |
| Pectine                                   | E 440               | dans la peau des fruits (principalement des pommes, des coings) et des légumes.                                                                  |
| Acides Alginiques (Alginates)             | E 400 – E 407       | dans les algues |
| Alginate de sodium                        | E 401               | |
| Alginate de potassium                     | E 402               | |
| Alginate d'ammonium                       | E 403               | |
| Alginate de calcium                       | E 404               | |
| Alginate de propylène glycol (PGA)        | E 405               | |
| Gélose (agar-agar)                        | E 406               | |
| Carraghénanes                             | E 407               | algues rouges |
| Raffinose                                 | -                   | légumineuses |
| Xylose                                    | -                   | monosaccharide, pentose |
| Polydextrose                              | E 1200              | polymère synthétique, env. 1 kcal/g |
| Lactulose                                 | -                   | disaccharide synthétique |

## Activité dans l'intestin
De nombreuses molécules sont considérées comme des « fibres alimentaires » car les humains ne disposent pas des enzymes nécessaires pour scinder le lien glycosidique entre les différents monomères qui les composent. N'étant pas digérées dans l'intestin grêle, elles atteignent intactes le gros intestin, où elles servent de nourriture de choix pour les bactéries qui nous sont bénéfiques. De nombreux aliments contiennent différents types de fibres alimentaires, qui contribuent toutes à la santé de différentes manières.
Les fibres alimentaires apportent trois contributions principales : le volume, la viscosité et la fermentation. Différentes fibres ont des effets différents, ce qui suggère qu'une variété de fibres alimentaires contribue à la santé en général. Certaines fibres y contribuent par un mécanisme primaire. Par exemple, la cellulose et le son de blé offrent d'excellents effets de volume des selles, mais sont peu fermentés. Par contre, de nombreuses fibres alimentaires peuvent contribuer à la santé par plusieurs de ces mécanismes ; comme le psyllium qui procure à la fois un volume et une viscosité des selles.
Les fibres qui procurent du volume peuvent être solubles (psyllium) ou insolubles (cellulose et hémicellulose). Elles absorbent l'eau et peuvent augmenter considérablement le poids et la régularité des selles. La plupart de ces fibres ne sont pas ou peu fermentées dans le tractus intestinal.
Les fibres assurant la viscosité épaississent le contenu du tractus intestinal et peuvent ralentir l’absorption du sucre, réduire l'hyperglycémie post-prandiale et réduire l’absorption des lipides (notamment l’absorption du cholestérol). Leur utilisation dans les formulations alimentaires est souvent limitée à de faibles concentrations en raison de leurs effets de viscosité et d'épaississement. Certaines fibres visqueuses peuvent également être partiellement ou totalement fermentées dans le tractus intestinal (gomme de guar, bêta-glucane, glucomannane et pectines), mais certaines fibres visqueuses sont peu ou pas fermentées (cellulose modifiée comme la méthyl-cellulose et le psyllium) et assurent ainsi un effet laxatif.
Les fibres fermentescibles sont consommées par le microbiote dans le gros intestin, ce qui entraîne une légère augmentation du volume des selles et la production d’acides gras volatils qui possèdent de multiples activités physiologiques (discussion ci-dessous). L'amidon résistant, l'inuline, le fructo-oligosaccharide et le galacto-oligosaccharide sont des fibres alimentaires entièrement fermentées. Celles-ci incluent des fibres insolubles ou solubles. Cette fermentation influence l'expression de nombreux gènes du gros intestin qui affectent la fonction digestive et le métabolisme des lipides et du glucose, ainsi que le système immunitaire, l'inflammation et plus encore.
Les fibres alimentaires peuvent modifier la nature du contenu du tractus gastro-intestinal et modifier la manière dont les autres nutriments et produits chimiques sont absorbés par le gonflement et la viscosité,. Certains types de fibres solubles se lient aux acides biliaires de l'intestin grêle, ce qui les rend moins susceptibles de réintégrer le corps. Ceci à son tour réduit les niveaux de cholestérol dans le sang à la suite de l'oxydation du cholestérol en acides biliaires par les cytochromes P450.
Les fibres insolubles sont associées à un risque réduit de diabète. Un type de fibre alimentaire insoluble, l'amidon résistant, peut augmenter la sensibilité à l'insuline chez les personnes en bonne santé,, chez les diabétiques de type 2 et les personnes pré-diabétiques présentant une résistance à l'insuline, contribuant à une réduction du risque d'évolution vers un diabète de type 2,,.
La fibre alimentaire n'a pas encore été formellement proposée comme macronutriment essentiel, mais les autorités de réglementation de nombreux pays développés recommandent d'augmenter l'apport en fibres,,,.

### Propriétés physico-chimiques
Les fibres alimentaires ont des propriétés physicochimiques distinctes. La plupart des aliments semi-solides, fibres et matières grasses, sont une combinaison de matrices de gel hydratées ou collabées d'éléments de microstructure, de globules, de solutions ou de parois encapsulantes. Les fruits et légumes frais sont des matériaux cellulaires,,.
- Les cellules de pommes de terre et de légumineuses cuites sont des gels remplis de granules d'amidon gélatinisé. Les structures cellulaires des fruits et des légumes sont des mousses à géométrie cellulaire fermée remplies d’un gel, entourées de parois cellulaires composites à matrice amorphe renforcée par des fibres glucidiques complexes.
- La taille des particules et les interactions interfaciales avec les matrices adjacentes affectent les propriétés mécaniques des composants alimentaires.
- Les polymères alimentaires peuvent être solubles ou gélifiés dans l'eau. L'eau est le gélifiant le plus important, en particulier dans les systèmes biologiques, modifiant ainsi les propriétés mécaniques.
- Les variables comprennent la structure chimique, la concentration en polymère, le poids moléculaire, le degré de ramification de la chaîne, le degré d'ionisation (pour les électrolytes), le pH de la solution, la force ionique et la température.
- Se liant étroitement à différents polymères, protéines et polysaccharides, par des liaisons covalentes chimiques ou par réticulation par enchevêtrement moléculaire ou par réticulation de liaisons hydrogène ou ionique.
- La cuisson et la mastication des aliments modifient ces propriétés physico-chimiques et, donc, l’absorption et le transit dans l’estomac et l’intestin[104].

### Fibres alimentaires dans le tractus gastro-intestinal supérieur
Après un repas, l'estomac et le contenu gastro-intestinal supérieur consistent en :
- composés alimentaires ;
- lipides complexes / phases micellaires / aqueuses / hydrocolloïdes et hydrophobes ;
- phases hydrophiles ;
- phases solides, liquides, colloïdales et à bulles de gaz[105].

Les micelles sont des grappes de molécules de la taille d'un colloïde qui se forment dans des conditions telles que celles décrites ci-dessus, similaires à la concentration micellaire critique de détergents. Dans le tractus gastro-intestinal supérieur, ces composés sont constitués d'acides biliaires et de di- et mono-acyl glycérols qui solubilisent les tri-acyl-glycérols (ou triglycérides) et le cholestérol.
Deux mécanismes mettent les nutriments en contact avec l'épithélium :
1. Les contractions intestinales créent un brassage ; et
2. Les courants de convection dirigent le contenu de la lumière vers la surface épithéliale[107].

Les multiples phases physiques dans le tractus intestinal ralentissent le taux d'absorption par rapport à celui du solvant en suspension seul :
1. Les nutriments diffusent à travers la fine couche de fluide relativement non agitée adjacente à l'épithélium ;
2. La fixation de nutriments et d'autres produits chimiques au sein de molécules de polysaccharides complexes affecte leur libération et leur absorption ultérieure par l'intestin grêle, un effet qui influence l'indice glycémique[107] ;
3. Les molécules commencent à interagir à mesure que leur concentration augmente. Lors de l'absorption, l'eau doit être absorbée à un taux correspondant à l'absorption des solutés. Le transport des nutriments absorbés activement et passivement à travers l'épithélium est affecté par la couche d'eau non agitée recouvrant la bordure en brosse apicale des entérocytes qui est composée de microvillosités[107] ;
4. La présence de mucus ou de fibres, par exemple de pectine ou de guar, dans la couche non agitée peut altérer la viscosité et le coefficient de diffusion du soluté[105].

L'ajout de polysaccharides visqueux aux repas glucidiques peut réduire la glycémie post-prandiale. Le blé et le maïs, mais pas l'avoine, modifient l'absorption du glucose, le taux dépendant de la taille des particules. La réduction du taux d'absorption avec la gomme de guar peut être due à la résistance accrue des solutions visqueuses aux écoulements convectifs créés par les contractions intestinales.
Les fibres alimentaires interagissent avec les enzymes pancréatiques et entériques et leurs substrats. L'activité enzymatique pancréatique humaine est réduite lorsqu'elle est incubée avec la plupart des sources de fibres. Les fibres peuvent affecter l'activité de l'amylase et donc le taux d'hydrolyse de l'amidon. Les polysaccharides plus visqueux prolongent le temps de transit de la bouche au cæcum; le guar, la gomme adragante et la pectine étant plus lents que le son de blé.

### Les fibres dans le côlon
Le côlon peut être considéré comme un double organe :
1. Le côlon droit (caecum et côlon ascendant) est un fermenteur[109]. Il est impliqué dans la récupération de certains nutriments. Les nombreuses bactéries qui le colonisent utilisent les fibres alimentaires, l'amidon résistant, les graisses et les protéines qui leur parviennent et les transforment en une multitude de métabolites qui sont absorbés localement et diffusent dans le corps ;
2. Le côlon gauche (côlon transverse, descendant et sigmoïde) récupère l'eau résiduelle et sert de réservoir de selles, permettant la continence.

La présence de 1 à 2 kg de bactéries dans le côlon en fait un « organe » à l'activité métabolique intense, principalement réductrice, alors que le foie est oxydatif. Les substrats parvenant au cæcum ont traversé l'intestin entier ou sont des produits d'excrétion biliaire. Les fibres alimentaires parvenant dans le côlon exercent de multiples activités sur :
1. La fermentation de certaines fibres alimentaires par le microbiote permet aux bactéries de se multiplier rapidement (bien nourrie et dans des conditions optimales, une bactérie se divise en deux toutes les 20 minutes) ;
2. Cela entraîne donc une augmentation de la masse bactérienne ;
3. Et, par conséquent, une augmentation de l'activité enzymatique bactérienne ;
4. Ainsi qu'une modification de la capacité de rétention d'eau par les résidus de fibres ayant subi la fermentation bactérienne.

L'élargissement du cæcum est courant lorsque l'alimentation est riche en certaines fibres alimentaires, représentant un ajustement physiologique normal. Une telle augmentation peut être due à un certain nombre de facteurs, dont la présence prolongée des fibres qui y accroissent la masse bactérienne et sa production des métabolites. Certains glucides non absorbés, tels que la pectine, la gomme arabique, les oligosaccharides et l'amidon résistant, sont fermentés en acides gras volatils ou AGCC (principalement acétique, propionique et n-butyrique) et en de multiples gaz dont le dioxyde de carbone, l'hydrogène et le méthane. Presque tous ces AGCC seront absorbés par le côlon. Cela signifie que les dosages fécaux d'acides gras à chaîne courte ne reflètent pas les fermentations cæcale et colique, mais uniquement l'efficacité de l'absorption, la capacité du résidu de fibres à séquestrer une partie des acides gras à chaîne courte et la fermentation continue des fibres tout au long de leur transit colique. La production d'AGCC a plusieurs actions possibles sur la muqueuse intestinale. Tous les acides gras à chaîne courte sont facilement absorbés par la muqueuse colique, mais seul l'acide acétique parvient dans la circulation systémique en quantités appréciables. L'acide butyrique est utilisé comme carburant principal des colonocytes.

### Métabolisme des fibres alimentaires et du cholestérol
Les fibres alimentaires peuvent agir sur chaque phase de l'ingestion, de la digestion, de l'absorption et de l'excrétion pour affecter le métabolisme du cholestérol dont :
1. L'énergie calorique des aliments à travers un effet volumique du bol alimentaire ;
2. Ralentissement du temps de vidange gastrique ;
3. Un indice glycémique diminué par le ralentissement de l'absorption des nutriments ;
4. Une diminution de l'absorption des acides biliaires dans l'iléon, zone principale de leur ré-entrée dans le cycle entéro-hépatique, leur permettant ainsi de parvenir en plus grand nombre jusqu'au cæcum ;
5. Où ils vont être métabolisés par le microbiote ;
6. En outre l'absorption d’AGCC, notamment d’acide propionique, résultant de la fermentation de fibres diminue la synthèse de cholestérol hépatique ;
7. Liaison des acides biliaires aux fibres ou aux bactéries dans le cæcum qui échappent à la circulation entéro-hépatique et sont éliminés dans les selles.

Une action importante de certaines fibres consiste à réduire la réabsorption des acides biliaires dans l'iléon et donc augmentant la quantité et le type d'acides biliaires atteignant le côlon. Une réduction de la réabsorption de l'acide biliaire par l'iléon a plusieurs effets directs :
1. Les graisses, non émulsionnées par les sels biliaires, ne peuvent être absorbées par l'intestin grêle et parviennent ainsi en plus grande quantité au niveau coliques où elles seront métabolisées par les bactéries ;
2. Les acides biliaires peuvent être piégés dans la lumière de l'iléon soit en raison d'une viscosité luminale élevée, soit en raison d'une liaison à une fibre alimentaire[111] ;
3. La lignine dans ses fibres adsorbe les acides biliaires, mais la forme non conjuguée des acides biliaires est davantage adsorbée que la forme conjuguée. Dans l'iléon, là où les acides biliaires sont principalement absorbés, les acides biliaires sont principalement sous forme conjuguée ;
4. La circulation entéro-hépatique des acides biliaires peut être altérée et il existe un flux accru d’acides biliaires arrivant jusqu'au cæcum, où ils sont dé-conjugués et dé-hydroxylés en position 7-alpha ;
5. Ces formes hydrosolubles d'acides biliaires, par exemple, désoxycholique et lithocholique, sont adsorbées sur les fibres alimentaires et entraînent une perte accrue de stérols dans les matières fécales, selon la quantité et le type de fibres ;
6. Un autre facteur est l'augmentation de la masse bactérienne et de son activité au niveau de l'iléon. Certaines fibres, par exemple la pectine, y étant digérées par les bactéries ;
7. La perte fécale d'acides biliaires entraîne une synthèse accrue d'acides biliaires à partir du cholestérol, ce qui réduit le cholestérol corporel.

Les fibres qui influencent le plus le métabolisme des stérols (par exemple, la pectine) sont fermentées dans le côlon. Il est donc peu probable que la réduction du cholestérol corporel soit due à son adsorption sur cette fibre qui est finalement fermentée dans le côlon.
1. Les acides biliaires sont métabolisés par les bactéries coliques.
2. La production d'AGCC absorbés par le côlon, retournent au foie dans la veine porte et modulent la synthèse du cholestérol et son catabolisme en acides biliaires .
3. Le principal mécanisme par lequel les fibres influencent le métabolisme du cholestérol consiste en la liaison des acides biliaires dans le côlon par les bactéries après leur déconjugaison et déshydroxylation initiales. Les acides biliaires séquestrés sont ensuite excrétés dans les selles[112].
4. Les fibres fermentescibles, par exemple la pectine, augmentent la masse bactérienne colique en lui fournissant un milieu nutritif propice pour sa croissance.
5. D'autres fibres, par exemple la gomme arabique, agissent en tant que stabilisants et entraînent une diminution significative du cholestérol sérique sans augmenter l'excrétion des acides biliaires fécaux.

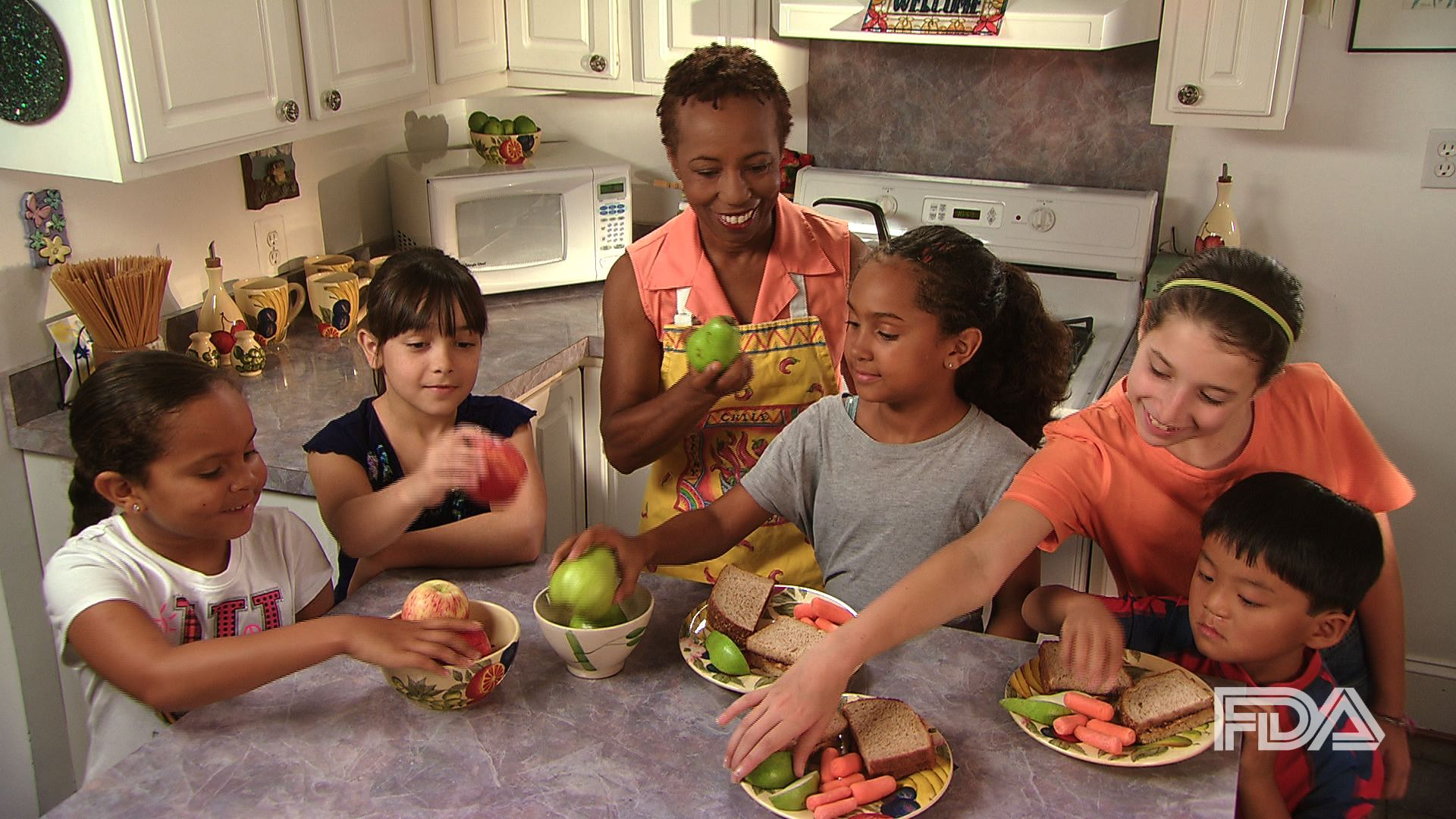
Enfants mangeant des fibres alimentaires.

### Fibres alimentaires et poids fécal
Les matières fécales sont constituées d'un matériau semblable à de la pâte à modeler, composé d'eau, de bactéries, de lipides, de stérols, de mucus et de fibres.
1. Les matières fécales contiennent 75 % d'eau ; les bactéries contribuent beaucoup au poids sec, les résidus étant des fibres non fermentées et des composés excrétés.
2. Le débit fécal peut varier entre 20 et 280 g sur 24 heures. La quantité de matières fécales accumulées par jour varie d'un individu à l'autre sur une période donnée.
3. Parmi les composants alimentaires, seules les fibres alimentaires augmentent le poids des matières fécales.

L'eau est distribuée dans le côlon de trois manières :
1. Eau libre pouvant être absorbée par le côlon ;
2. Eau incorporée dans la masse bactérienne ;
3. L'eau qui est liée aux fibres.

Le poids fécal est dicté par :
1. La rétention d'eau par les fibres alimentaires résiduelles après la fermentation ;
2. La masse bactérienne ;
3. Les produits de la fermentation bactérienne peuvent également avoir un effet osmotique supplémentaire sur la masse fécale.

Le son de blé est faiblement fermenté et lie l'eau. Lorsqu'il est ajouté au régime, il augmente le poids des matières fécales de manière linéaire prévisible et réduit le temps de transit intestinal. La taille des particules de la fibre est primordiale, le son de blé grossier étant plus efficace que le son de blé fin. Plus la capacité de rétention d'eau du son est grande, plus l'effet sur le poids des matières fécales est important. Pour la plupart des individus en bonne santé, l'augmentation du poids des matières fécales humides, en fonction de la taille des particules du son, est généralement de l'ordre de 3 à 5 gr/gr de fibres. La fermentation de certaines fibres entraîne une augmentation du contenu bactérien et éventuellement du poids des matières fécales. D'autres fibres, par exemple la pectine, sont fermentées et n'ont aucun effet sur le poids des selles.

## Effets de la consommation de fibres
Des recherches ont montré que les fibres pouvaient avoir des effets bénéfiques sur la santé de plusieurs manières. La lignine et probablement des matières apparentées résistantes à la dégradation enzymatique diminuent la valeur nutritionnelle des aliments.
Code couleur des entrées de la table :
- Les deux S'applique aux fibres solubles et insolubles ;
- Soluble S'applique uniquement aux fibres solubles ;
- Insoluble S'applique aux fibres insolubles uniquement.

| Effets, |
| --- |
| Augmente le volume des aliments sans augmenter la teneur en calories autant que les glucides digestibles, procurant ainsi une satiété pouvant réduire l'appétit.                                                                                  |
| Attire l'eau et forme un gel visqueux pendant la digestion, ce qui ralentit la vidange de l'estomac et du transit intestinal, protège les glucides des enzymes et retarde l'absorption du glucose,, ce qui réduit l'hyperglycémie post-prandiale. |
| Abaisse le cholestérol total et le cholestérol LDL, ce qui peut réduire le risque de maladie cardiovasculaire. |
| Régule la glycémie, en réduisant l'hyperglycémie et l'hyper-insulinémie, ce qui est particulièrement intéressant chez les patients diabétiques ou pré-diabétiques,                                                                                |
| Accélère le transit intestinal, facilitant une défécation régulière. |
| Ajoute du volume aux selles, ce qui diminue la constipation. |
| Diminue le pH intestinal en stimulant la production de fermentation intestinale d'acides gras à chaîne courte |

Les fibres ne se lient pas aux minéraux et aux vitamines et ne limitent donc pas leur absorption, mais il est plutôt prouvé que les sources de fibres fermentescibles améliorent l'absorption des minéraux, en particulier du calcium,,. Certains aliments d'origine végétale peuvent réduire l'absorption de minéraux et de vitamines comme le calcium, le zinc, la vitamine C et le magnésium, mais cela est dû à la présence, non de fibres, mais de phytate (qui aurait également des effets bénéfiques importants sur la santé).

### Recherche
Une étude portant sur 388 000 adultes âgés de 50 à 71 ans pendant neuf ans a révélé que les plus gros consommateurs de fibres avaient 22 % moins de risque de mourir au cours de cette période. Outre le risque moins élevé de décès par cardiopathie, une consommation adéquate d’aliments contenant des fibres, en particulier des céréales, était également associée à une incidence réduite de maladies infectieuses et respiratoires et, en particulier chez les hommes, à un risque réduit de décès par cancer.
Une étude conçue avec un échantillon important et menée par NIH-AARP a étudié la corrélation entre consommation de fibres et cancer colorectal. La cohorte analytique était composée de 291 988 hommes et de 197 623 femmes âgées de 50 à 71 ans. Le régime alimentaire a été évalué à l’aide d’un questionnaire auto-administré sur la fréquence des repas au début de la période 1995-1996. En tout, 2 974 cas de cancer colorectal ont été identifiés au cours des cinq années de suivi. Le résultat était que l'apport total en fibres n'était pas associé au cancer colorectal.
Bien que de nombreux chercheurs pensent que l'apport en fibres alimentaires réduise le risque de cancer du côlon, une étude menée par des chercheurs de la Harvard School of Medicine sur plus de 88 000 femmes n'a pas montré de relation statistiquement significative entre une consommation accrue de fibres et des taux plus faibles de cancer colorectal ou d'adénomes coliques. De même, une étude menée en 2010 sur 58 279 hommes n'a révélé aucune relation entre les fibres alimentaires et le cancer colorectal.

## Fibres alimentaires et obésité
Les fibres alimentaires ont de nombreuses fonctions dans le régime alimentaire, dont l'une peut être d'aider à contrôler l'apport énergétique et à réduire le risque de développement de l'obésité. Le rôle des fibres alimentaires dans la régulation de la consommation d'énergie et le développement de l'obésité est liée à leurs propriétés physiques et chimiques uniques qui procurent les premiers signaux de rassasiement, ainsi qu'une sensation améliorée et prolongée de satiété. Des signaux précoces de satiété peuvent être induits par les réactions des phases céphalique et gastrique liées aux effets de gonflement des fibres alimentaires sur la densité énergétique et la palatabilité, tandis que les effets de viscosité peuvent augmenter la satiété lors de phases intestinales et entraîner un retard dans l’absorption des graisses. En règle générale, les régimes riches en fibres, qu’ils soient obtenus par supplémentation en fibres ou par incorporation d’aliments riches en fibres dans les repas, ont une densité énergétique réduite par rapport aux régimes riches en graisses. Ceci est lié à la capacité des fibres à augmenter le poids et le volume du bol alimentaire. Il semble également que les femmes soient plus sensibles que les hommes aux ajouts de fibres alimentaires. La relation entre le poids corporel et l'effet des fibres sur l'apport énergétique suggère que les personnes obèses sont plus susceptibles de réduire leurs apports alimentaires par l'inclusion de fibres à leur régime.

## Lignes directrices sur l'apport en fibres
Selon les recommandations actuelles de l'Institut de médecine de la National Academy of Sciences des États-Unis, pour un apport adéquat, les hommes adultes âgés de 14 à 50 ans devraient consommer 38 grammes de fibres alimentaires par jour, les hommes de plus de 51 ans, 30 grammes. En ce qui concerne les femmes, celles âgées de 19 à 50 ans : 25 grammes et celles de plus de 51 ans : 21 grammes,.
L'AND (Académie de Nutrition et de Diététique, anciennement ADA) recommande un minimum de 20 à 35 g par jour pour un adulte en bonne santé, en fonction de l'apport calorique (par exemple, un régime de 2 000 Cal / 8 400 kJ devrait comprendre 25 g de fibres par jour). La recommandation de l'AND pour les enfants est que l'apport devrait être égal à l'âge en années, plus 5 g / jour (par exemple, un enfant de 4 ans devrait consommer 9 g / jour). Aucune ligne directrice n'a encore été établie pour les personnes âgées ou très malades. Les patients souffrant de constipation, de vomissements et de douleurs abdominales devraient consulter un médecin. Certains agents de charge ne sont généralement pas recommandés avec la prescription d'opioïdes, car la lenteur du temps de transit, combinée à des selles plus grosses, peut entraîner une constipation sévère, des douleurs importantes, voire une grave obstruction intestinale.
À compter de 2018, la British Nutrition Foundation a recommandé aux adultes en bonne santé de consommer au moins 30 grammes de fibres par jour.

### Recommandations en fibres

#### Aux États-Unis
En moyenne, les Nord-Américains consomment moins de 50 % des niveaux de fibres alimentaires recommandés pour une bonne santé. Dans les choix alimentaires préférés des jeunes d'aujourd'hui, cette valeur peut être aussi basse que 20 %, un facteur considéré par les experts comme contribuant aux niveaux d'obésité observés dans de nombreux pays développés. Reconnaissant la preuve scientifique indéniable des avantages physiologiques d'une consommation accrue de fibres, des organismes de réglementation tels que la Food and Drug Administration (FDA) des États-Unis ont approuvé les produits alimentaires faisant l'objet d'allégations de santé concernant les fibres. La FDA classe les ingrédients qualifiés de «fibres» et exige, pour l’étiquetage du produit, que l’ajout de l’ingrédient à la fibre apporte un bénéfice physiologique. Depuis 2008, la FDA a approuvé les allégations de santé concernant les produits à base de fibres, indiquant que leur consommation régulière peut réduire le taux de cholestérol dans le sang – ce qui peut réduire le risque de maladie coronarienne – ainsi que celui de certains types de cancers.
Les sources de fibres visqueuses ayant obtenu l’approbation de la FDA sont :
- graine de plantain psyllium (7 grammes par jour) ;
- bêta-glucane provenant de son d'avoine, d'avoine entière, d'avoine blanche ou de flocons d'avoine (3 grammes par jour) ;
- bêta-glucanes d’orge à grains entiers ou à sec (3 grammes par jour).

Parmi les autres exemples de sources de fibres gonflantes utilisées dans les aliments fonctionnels et les suppléments, citons la cellulose, la gomme de guar et la gomme de xanthane. D'autres exemples de sources de fibres fermentescibles (provenant des plantes ou de la biotechnologie) utilisés dans les aliments fonctionnels et les suppléments comprennent l'amidon résistant, l'inuline, les fructanes, les fructooligosaccharides, les oligo- ou polysaccharides et les dextrines résistantes, qui peuvent être partiellement ou totalement fermentées.
Un apport constant de fibres fermentescibles peut réduire le risque de maladies chroniques,,. Une alimentation insuffisante en fibres peut entraîner la constipation.

#### Au Royaume-Uni
En 2018, la British Nutrition Foundation a publié une déclaration visant à définir les fibres alimentaires de manière plus concise et à répertorier les avantages potentiels pour la santé établis à ce jour, tout en portant à 30 grammes l'apport quotidien recommandé pour les adultes en bonne santé. Le terme « fibre alimentaire » a été utilisé comme terme collectif pour désigner un mélange complexe de substances ayant différentes propriétés chimiques et physiques et exerçant différents types d'effets physiologiques.
L'utilisation de certaines méthodes analytiques pour quantifier les fibres alimentaires en raison de leur nature non digestible a pour résultat que de nombreux autres composants non digestibles sont isolés avec les composants glucidiques des fibres alimentaires. Ces composants comprennent les amidons et oligosaccharides résistants ainsi que d'autres substances présentes dans la structure des cellules végétales et qui contribuent au matériel alimentaire qui traverse le tube digestif. De tels composants sont susceptibles d'avoir des effets physiologiques.
On peut considérer que les régimes naturellement riches en fibres entraînent plusieurs conséquences physiologiques principales :
- augmente le volume fécal et aide à prévenir la constipation en réduisant le temps de transit fécal dans le gros intestin ;
- améliore la santé gastro-intestinale ;
- améliore la tolérance au glucose et la réponse à l'insuline après un repas ;
- augmente la fermentation colique et la production d'acides gras à chaîne courte ;
- module positivement le microbiote intestinal ;
- réduit l'hyperlipidémie, l'hypertension et d'autres facteurs de risque de la maladie coronarienne ;
- augmente la satiété et peut donc contribuer à la gestion du poids.

La fibre est définie par son impact physiologique, avec de nombreux types hétérogènes de fibres. Certaines fibres peuvent avoir un impact majeur sur l'un de ces avantages (par exemple, la cellulose augmente le volume des matières fécales et prévient la constipation), mais de nombreuses fibres ont plus d'un impact sur ces avantages (par exemple, l'amidon résistant augmente le gonflement, augmente la fermentation bactérienne dans le côlon, module le microbiote colique et augmente la satiété et sensibilité à l'insuline),. Les effets bénéfiques des régimes riches en fibres sont la somme des effets des différents types de fibres présents dans le régime ainsi que d'autres composants de ces régimes.
Définir les fibres physiologiquement permet la reconnaissance des glucides non digestibles avec des structures et des propriétés physiologiques similaires à celles des fibres alimentaires naturelles.

## Fibres et fermentation
L'Association américaine des chimistes spécialistes des céréales a défini la fibre soluble de la manière suivante : « les parties comestibles de plantes ou d'hydrates de carbone similaires résistant à la digestion et à l'absorption dans l'intestin grêle humain avec une fermentation complète ou partielle dans le gros intestin. » Dans cette définition :
parties comestibles de plantes
signifie que certaines parties d'une plante que nous mangeons - peau, pulpe, graines, tiges, feuilles, racines - contiennent des fibres. Les sources insolubles et solubles se trouvent dans ces composants végétaux.
glucides
les glucides complexes, tels que les sucres à longue chaîne, également appelés amidon , oligosaccharides ou polysaccharides, sont des sources de fibres fermentescibles solubles.
résistant à la digestion et à l'absorption dans l'intestin grêle humain
les aliments fournissant des nutriments sont digérés par l'acide gastrique et les enzymes digestives de l'estomac et de l'intestin grêle, où les nutriments sont libérés, puis absorbés par la paroi intestinale pour être transportés dans le sang et dans le corps. Un aliment résistant à ce processus est non digéré, de même que les fibres insolubles et solubles. Ils passent dans le gros intestin aidés par leur absorption d'eau (fibres insolubles) ou leur dissolution dans l'eau (fibres solubles).
fermentation complète ou partielle dans le gros intestin
dans le côlon une absorption supplémentaire de nutriments se produit par le processus de fermentation. La fermentation s'effectue par l'action des bactéries sur la masse alimentaire résiduelle qui y parvient, sans avoir subi la digestion enzymatique dans le grêle, produisant des gaz et des acides gras à courte chaîne. Ce sont eux, acides butyrique, acétique (éthanoïque), propionique et valérique, qui possèdent des propriétés importantes pour la santé.
Comme exemple de fermentation, les glucides à chaîne courte (fibres que l'on trouve dans les légumineuses) ne peuvent pas être digérés, mais sont transformés par fermentation dans le côlon en acides gras à chaîne courte (qui peuvent donner des ballonnement puis sont généralement expulsés sous forme de flatulences).
Selon un article de revue de 2002 les composés de fibres à fermentabilité partielle ou peu élevée comprennent :
- la cellulose, un polysaccharide ;
- l'hémicellulose, un polysaccharide ;
- les lignanes, un groupe de phytoœstrogènes ;
- les cires végétales.

Les composés de fibres à haute fermentabilité comprennent :
- les amidons résistants ;
- les bêta-glucanes, un groupe de polysaccharides ;
- les pectines, un groupe d'hétéropolysaccharides ;
- les gommes naturelles, un groupe de polysaccharides ;
- les inulines, un groupe de polysaccharides ;
- les oligosaccharides.

## Acides gras à courte chaîne
Lorsque les fibres fermentescibles sont fermentées, des acides gras à courte chaîne (AGCC), encore nommés acides gras volatils, sont produits. Les AGCC sont impliqués dans de nombreux processus physiologiques favorisant la santé, notamment :
- stabilisent la glycémie en agissant sur la libération d'insuline pancréatique et sur le contrôle hépatique de la dégradation du glycogène ;
- stimulent l'expression des gènes des transporteurs de glucose dans la muqueuse intestinale et régulent ainsi l'absorption du glucose[138];
- fournissent de la nourriture aux colonocytes, en particulier via le butyrate (AGCC) ;
- diminuent la synthèse de cholestérol hépatique et réduisent les taux sanguins de LDL-cholestérol et de triglycérides responsables de l'athérosclérose ;
- abaissent le pH colique, protègent la muqueuse contre la formation de polypes coliques et augmentent l'absorption des minéraux alimentaires ;
- stimulent la production de lymphocytes T auxiliaires, d'anticorps, de leucocytes, de cytokines et de mécanismes lymphatiques jouant un rôle crucial dans la protection immunitaire ;
- améliorent les propriétés de la barrière muqueuse du côlon, en inhibant les irritants inflammatoires ou adhérents, améliorant ainsi les fonctions immunitaires.

Les AGCC qui sont absorbés par la muqueuse colique passent à travers la paroi du côlon, sont repris par la circulation porte qui les amène au foie, où il exercent d'importantes régulations métaboliques, alors qu'une partie atteint le système circulatoire général.
Globalement, les AGCC affectent les principaux systèmes de régulation, tels que la glycémie et les taux de lipides, l'environnement colique et les fonctions immunitaires intestinales,.
Les principaux AGCC chez l’homme sont le butyrate , le propionate et l’acétate, où schématiquement le butyrate est la principale source d’énergie des colonocytes, le propionate est destiné à être absorbé par le foie et l’acétate pénètre dans la circulation périphérique pour être métabolisé par les tissus périphériques.

## Allégations santé approuvées par la FDA
Les États-Unis par la FDA permet aux fabricants d'aliments contenant 1,7 g par portion de fibres solubles de psyllium ou 0,75 g de fibres solubles d'avoine ou d'orge, comme les bêta-glucanes, de prétendre que leur consommation régulière peut réduire le risque de maladie cardiaque.
Le modèle de déclaration de la FDA pour formuler cette allégation est le suivant : Les fibres solubles provenant d’aliments tels que [nom de la source de fibres solubles et, le cas échéant, nom du produit alimentaire], dans le cadre d’un régime alimentaire pauvre en graisses saturées et en cholestérol, peuvent réduire les risques. de maladie cardiaque. Une portion de [nom du produit alimentaire] fournit __ grammes de [apport journalier alimentaire nécessaire au profit] de fibres solubles provenant de [nom de la source de fibres solubles] nécessaire par jour pour que cet effet soit obtenu.
Les sources admissibles de fibres solubles fournissant du bêta-glucane comprennent :
- le son d'avoine ;
- les flocons d'avoine ;
- la farine d'avoine entière ;
- l'oatrim ;
- l'orge à grains entiers et orge à sec ;
- la fibre soluble de la coque de psyllium avec une pureté d'au moins 95 %.

L'étiquette autorisée peut indiquer que les régimes pauvres en graisses saturées et en cholestérol et comprenant des fibres solubles provenant de certains des aliments mentionnés ci-dessus « peuvent » ou « pourraient » réduire le risque de maladie cardiaque.
Comme indiqué dans la réglementation 21 CFR 101.81 de la FDA, l'apport alimentaire quotidien en fibres solubles provenant des sources susmentionnées et associé à un risque réduit de maladie coronarienne est le suivant :
- 3 g ou plus par jour de fibres solubles de bêta-glucane provenant d'avoine entière ou d'orge, ou d'une combinaison d'avoine entière et d'orge ;
- 7 g ou plus par jour de fibres solubles provenant de la coque de graines de psyllium[142].

Les fibres solubles provenant de la consommation de céréales font partie d'autres allégations santé autorisées pour la réduction du risque de certains types de cancer et de maladies cardiaques en consommant des fruits et des légumes (21 CFR 101.76, 101.77 et 101.78).
En décembre 2016, la FDA a approuvé une allégation de santé qualifiée selon laquelle la consommation d'amidon résistant de maïs à haute teneur en amylose pourrait réduire le risque de diabète de type 2 en raison de l'augmentation de la sensibilité à l'insuline. L’allégation autorisée précise : « L’amidon résistant du maïs à haute teneur en amylose peut réduire le risque de diabète de type 2. La FDA a conclu qu'il y avait peu de preuves scientifiques à l'appui de cette affirmation. ».

## Voir également
- Liste de pratiques alimentaires
- Nutriment
- Nutriment essentiel
- Régime sans résidu
- Méthylcellulose.